# أكسيداز
الأُكسيداز هو أنزيم يحفز تفاعلات أكسدة-اختزال، يتم خلال هذه التفاعلات فقد الأكسجين فينخفض معدل الأكسجين في الماء H2O أو في فوق أكسيد الهيدروجين H2O2 واكتساب إلكترون.

## أمثلة
- يعد أنزيم أكسيداز سيتوكروم ج (cytochrome c oxidase) الأنزيم الرئيسي الذي يتيح إنتاج الطاقة من الأكسجين وهو العنصر النهائي في سلسلة نقل الإلكترون .
- أكسيداز الجلوكوز
- أكسيداز الأمين الأحادي
- سيتوكروم بي450 أكسيداز
- أكسيدازNADPH
- اكسيداز الزانثين
- أكسيداز L-gulonolactone
- أكسيداز الحمض الأميني D
- أكسيداز الكبريتيت

## تجربة الأكسيداز
في علم الأحياء الدقيقة ,تستخدم تجربة الأكسيداز لتحديد سلالات البكتيريا.